# Box-office France 1979
Cet article traite du box-office cinéma de 1979 en France.

## Les films à succès

### Le dernier film de Louis de Funès numéro un du box-office
L'année 1979 est marqué par le retour de la saga du Gendarme avec Le Gendarme et les Extraterrestres avec Louis de Funès.
Dès sa sortie le 2 février 1979, le film finit au premier classement du box-office et attire 1 179 731 durant la première semaine d'exploitation et reste sept semaines à la première position du box-office jusqu'au 27 mars 1979.
Avec 6 280 070, ce fut le dernier film de Louis de Funès à se hisser en tête du box-office.

### Les films français
En plus du Le Gendarme et les Extraterrestres avec plus de 6,2 millions entrées, Flic ou Voyou de Georges Lautner attire plus de 3,9 millions de spectateurs.

### Les films étrangers
Apocalypse Now, le nouveau film de Francis Ford Coppola reste au premier classement du box-office pendant 2 semaines et totalise plus de 4,5 millions d'entrées.
La ressortie du Livre de la jungle des studios Disney attire plus de 5,5 millions de spectateurs et reste pendant 5 semaines au premier rang du box-office.

## Les films à plus d'un million d'entrées
| Rang | Titre                                       | Pays | Réalisateur                                 | Entrées   |
| ---- | ------------------------------------------- | ---- | ------------------------------------------- | --------- |
| 1.   | Le Gendarme et les Extraterrestres          |      | Jean Girault                                | 6 280 070 |
|      | Le Livre de la jungle (rep)                 |      | Wolfgang Reitherman                         | 5 540 000 |
| 2.   | Apocalypse Now                              |      | Francis Ford Coppola                        | 4 537 867 |
| 3.   | Flic ou Voyou                               |      | Georges Lautner                             | 3 950 691 |
| 4.   | Et la tendresse ? Bordel !                  |      | Patrick Schulmann                           | 3 359 170 |
| 5.   | Moonraker                                   |      | Lewis Gilbert                               | 3 171 274 |
| 6.   | Alien, le huitième passager                 |      | Ridley Scott                                | 2 809 875 |
| 7.   | La Dérobade                                 |      | Daniel Duval                                | 2 764 084 |
| 8.   | Superman                                    |      | Richard Donner                              | 2 630 507 |
| 9.   | Manhattan                                   |      | Woody Allen                                 | 2 350 995 |
| 10.  | Cul et Chemise                              |      | Italo Zingarelli                            | 2 251 095 |
| 11.  | Hair                                        |      | Miloš Forman                                | 2 068 405 |
|      | Bambi (rep)                                 |      | David Hand / James Algar / Samuel Armstrong | 2 000 000 |
| 12.  | Le Tambour                                  |      | Volker Schlöndorff                          | 1 959 414 |
| 13.  | Voyage au bout de l'enfer                   |      | Michael Cimino                              | 1 932 746 |
| 14.  | Tess                                        |      | Roman Polanski                              | 1 912 948 |
| 15.  | I... comme Icare                            |      | Henri Verneuil                              | 1 829 220 |
| 16.  | La Guerre des polices                       |      | Robin Davis                                 | 1 792 679 |
| 17.  | Clair de femme                              |      | Costa-Gavras                                | 1 767 803 |
| 18.  | Le Toubib                                   |      | Pierre Granier-Deferre                      | 1 713 247 |
| 19.  | Les Bronzés font du ski                     |      | Patrice Leconte                             | 1 535 781 |
| 20.  | Le Temps des vacances                       |      | Claude Vital                                | 1 451 251 |
| 21.  | Le Chat qui vient de l'espace               |      | Norman Tokar                                | 1 426 724 |
| 22.  | Le Pull-over rouge                          |      | Michel Drach                                | 1 408 693 |
| 23.  | Le Coup de sirocco                          |      | Alexandre Arcady                            | 1 387 034 |
| 24.  | Courage fuyons                              |      | Yves Robert                                 | 1 165 584 |
| 25.  | Les Charlots en délire                      |      | Alain Basnier                               | 1 103 094 |
| 26.  | Je te tiens, tu me tiens par la barbichette |      | Jean Yanne                                  | 1 065 991 |
| 27.  | Don Giovanni                                |      | Joseph Losey                                | 1 055 012 |
| 28.  | Le Cavaleur                                 |      | Philippe de Broca                           | 1 038 413 |
| 29.  | Les Yeux de Laura Mars                      |      | Irvin Kershner                              | 1 018 599 |
| 30.  | La Gueule de l'autre                        |      | Pierre Tchernia                             | 1 000 704 |

Par pays d'origine des films (Pays producteur principal)
- France : 19 films
- États-Unis : 7 films
- Royaume-Uni : 2 films
- Allemagne : 1 film
- Italie : 1 film
- Total : 30 films

## Les records par semaine
| Semaines    | Titre                              | Pays    | Réalisateur          | Entrées   |
| ----------- | ---------------------------------- | ------- | -------------------- | --------- |
| 1re semaine | Le Gendarme et les Extraterrestres |         | Jean Girault         | 1 179 731 |
| 2e semaine  | Le Gendarme et les Extraterrestres | 979 918 | Jean Girault         |           |
| 3e semaine  | Le Gendarme et les Extraterrestres | 791 428 | Jean Girault         |           |
| 4e semaine  | Le Livre de la jungle              |         | Wolfgang Reitherman  | 653 346   |
| 5e semaine  | Superman                           |         | Richard Donner       | 634 358   |
| 6e semaine  | Apocalypse Now                     |         | Francis Ford Coppola | 624 548   |
| 7e semaine  | Flic ou Voyou                      |         | Georges Lautner      | 593 466   |
| 8e semaine  | Flic ou Voyou                      | 566 775 | Georges Lautner      |           |
| 9e semaine  | Flic ou Voyou                      | 544 731 | Georges Lautner      |           |
| 10e semaine | Le Livre de la jungle              |         | Wolfgang Reitherman  | 512 538   |

## Box-office par semaine
| #  | Semaine                           | Film no 1                                | Pays            | Entrées           |
| -- | --------------------------------- | ---------------------------------------- | --------------- | ----------------- |
| 1  | 1er janvier au 9 janvier 1979     | Cendrillon (reprise)                     |                 | 314 500 entrées   |
| 2  | 10 janvier au 16 janvier 1979     | Les Dents de la mer, 2e partie           | 157 524 entrées |                   |
| 3  | 17 janvier au 23 janvier 1979     | Les Dents de la mer, 2e partie           | 172 039 entrées |                   |
| 4  | 24 janvier au 30 janvier 1979     | Le Cavaleur                              |                 | 190 967 entrées   |
| 5  | 31 janvier au 6 février 1979      | Superman                                 |                 | 634 358 entrées   |
| 6  | 7 février au 13 février 1979      | Le Gendarme et les Extraterrestres       |                 | 1 179 731 entrées |
| 7  | 14 février au 20 février 1979     | Le Gendarme et les Extraterrestres       | 979 918 entrées |                   |
| 8  | 21 février au 27 février 1979     | Le Gendarme et les Extraterrestres       | 791 428 entrées |                   |
| 9  | 28 février au 6 mars 1979         | Le Gendarme et les Extraterrestres       | 483 885 entrées |                   |
| 10 | 7 mars au 13 mars 1979            | Le Gendarme et les Extraterrestres       | 435 148 entrées |                   |
| 11 | 14 mars au 20 mars 1979           | Le Gendarme et les Extraterrestres       | 355 996 entrées |                   |
| 12 | 21 mars au 27 mars 1979           | Le Gendarme et les Extraterrestres       | 272 132 entrées |                   |
| 13 | 28 mars au 3 avril 1979           | Flic ou Voyou                            | 566 775 entrées |                   |
| 14 | 4 avril au 10 avril 1979          | Flic ou Voyou                            | 593 466 entrées |                   |
| 15 | 11 avril au 17 avril 1979         | Flic ou Voyou                            | 544 731 entrées |                   |
| 16 | 18 avril au 24 avril 1979         | Flic ou Voyou                            | 336 703 entrées |                   |
| 17 | 25 avril au 1er mai 1979          | Flic ou Voyou                            | 352 899 entrées |                   |
| 18 | 2 mai au 8 mai 1979               | Le Coup de sirocco                       | 199 312 entrées |                   |
| 19 | 9 mai au 15 mai 1979              | Le Coup de sirocco                       | 140 956 entrées |                   |
| 20 | 16 mai au 22 mai 1979             | Les Sœurs Brontë                         | 140 937 entrées |                   |
| 21 | 23 mai au 29 mai 1979             | À nous deux                              |                 | 141 703 entrées   |
| 22 | 30 mai au 5 juin 1979             | À nous deux                              | 127 133 entrées |                   |
| 23 | 6 juin au 12 juin 1979            | À nous deux                              | 85 695 entrées  |                   |
| 24 | 13 juin au 19 juin 1979           | L'Incroyable Hulk                        |                 | 96 147 entrées    |
| 25 | 20 juin au 26 juin 1979           | L'Incroyable Hulk                        | 86 054 entrées  |                   |
| 26 | 27 juin au 3 juillet 1979         | Quatre Bassets pour un danois (reprise)  | 94 642 entrées  |                   |
| 27 | 4 juillet au 10 juillet 1979      | Phantasm                                 | 64 462 entrées  |                   |
| 28 | 11 juillet au 17 juillet 1979     | Hair                                     | 58 108 entrées  |                   |
| 29 | 18 juillet au 24 juillet 1979     | L'Exorciste                              | 73 613 entrées  |                   |
| 30 | 25 juillet au 31 juillet 1979     | L'Exorciste                              | 60 572 entrées  |                   |
| 31 | 1er août au 7 août 1979           | Brigade mondaine : La Secte de Marrakech |                 | 137 801 entrées   |
| 32 | 8 août au 14 août 1979            | Brigade mondaine : La Secte de Marrakech | 133 828 entrées |                   |
| 33 | 15 août au 21 août 1979           | Brigade mondaine : La Secte de Marrakech | 130 578 entrées |                   |
| 34 | 22 août au 28 août 1979           | Bête, mais discipliné                    | 120 863 entrées |                   |
| 35 | 29 août au 4 septembre 1979       | Clair de femme                           |                 | 187 699 entrées   |
| 36 | 5 septembre au 11 septembre 1979  | Clair de femme                           | 218 366 entrées |                   |
| 37 | 12 septembre au 18 septembre 1979 | Alien, le huitième passager              |                 | 329 536 entrées   |
| 38 | 19 septembre au 25 septembre 1979 | Alien, le huitième passager              | 427 548 entrées |                   |
| 39 | 26 septembre au 2 octobre 1979    | Apocalypse Now                           |                 | 624 548 entrées   |
| 40 | 3 octobre au 9 octobre 1979       | Apocalypse Now                           | 507 313 entrées |                   |
| 41 | 10 octobre au 16 octobre 1979     | Moonraker                                |                 | 461 116 entrées   |
| 42 | 17 octobre au 23 octobre 1979     | Moonraker                                | 439 086 entrées |                   |
| 43 | 24 octobre au 30 octobre 1979     | Moonraker                                | 382 161 entrées |                   |
| 44 | 31 octobre au 6 novembre 1979     | Moonraker                                | 420 041 entrées |                   |
| 45 | 7 novembre au 13 novembre 1979    | Tess                                     |                 | 220 042 entrées   |
| 46 | 14 novembre au 20 novembre 1979   | La Dérobade                              |                 | 188 709 entrées   |
| 47 | 21 novembre au 27 novembre 1979   | Les Bronzés font du ski                  | 211 498 entrées |                   |
| 48 | 28 novembre au 4 décembre 1979    | Le Livre de la jungle (reprise)          |                 | 506 231 entrées   |
| 49 | 5 décembre au 11 décembre 1979    | Le Livre de la jungle (reprise)          | 495 057 entrées |                   |
| 50 | 12 décembre au 18 décembre 1979   | Le Livre de la jungle (reprise)          | 415 384 entrées |                   |
| 51 | 19 décembre au 25 décembre 1979   | Le Livre de la jungle (reprise)          | 512 538 entrées |                   |
| 52 | 26 décembre au 31 décembre 1979   | Le Livre de la jungle (reprise)          | 653 346 entrées |                   |